# Marija Jurić Zagorka
Marija Jurić (literárním jménem Zagorka; 2. března 1873, Negovec u Vrbovce, Chorvatsko – 30. listopadu 1957, Záhřeb) byla spisovatelka a první chorvatská profesionální novinářka. Podle ankety vyhlášené v roce 2005 záhřebským deníkem Vjesnik, je druhým nejčtenějším chorvatským autorem všech dob. V roce 2004 se v soutěži Největší Chorvat umístila na 34. místě.

## Život

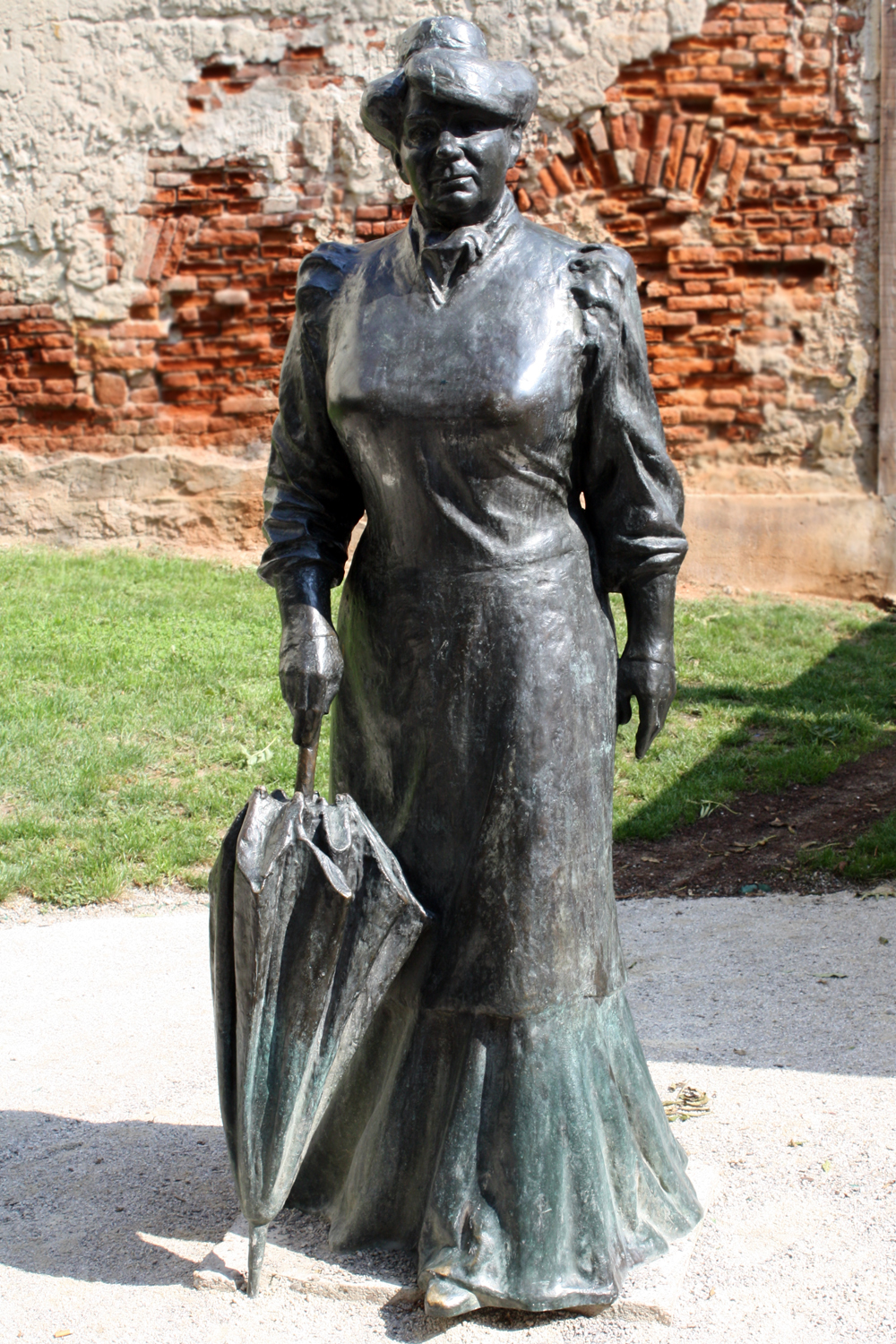
Bronzová socha M. Jurić Zagorky v Záhřebu. Autor Stjepan Gračan

O životě Marie Jurić nebylo mnoho známo, dokonce ani datum narození. Původně bylo nejčastěji zmiňováno datum 1. ledna 1873, ale zkoumáním registrů ve Státním archivu (chorvatsky Hrvatski državni arhiv) bylo zjištěno, že se narodila dne 2. března 1873 ve vsi Negovec poblíž obce Vrbovac v bohaté rodině matky Josipe Domin a otce Ivana Juriće. Křtěna byla 3. března 1873 jménem Marianna. Dětství strávila v chorvatském Záhoří, kde její otec vlastnil farmu Golubovec a řídil statek Šanjugovo, vlastněný baronem Gezou Rauchem.
Marija Jurić Zagorka byla zaměstnána v časopise Obzor, v roce 1896 jí v něm vyšel první článek, za několik let zde působila jako šéfredaktorka. Později začala vydávat první chorvatský „ženský časopis“ s názvem Ženski list a také časopis Hrvatica („Chorvatka“). Bojovala v nich nejen proti sociálnímu útlaku, maďarizaci a germanizaci chorvatské společnosti, ale i za práva žen. V roce 1903, poté, co zorganizovala masovou ženskou demonstraci, se dostala do vězení. Jejím rádcem a mecenášem byl Josip Juraj Strossmayer, který ji podporoval a k psaní románů povzbuzoval.
Marija J. Zagorka udržovala velmi dobré kontakty i s politickými reprezentanty zemí, jejichž osud byl podobný historii Chorvatska. Patřili k nim T. G. Masaryk a Milan Hodža.
Zemřela v Záhřebu 30. listopadu 1957. Pohřbena je na záhřebském hřbitově Mirogoj.

## Dílo
Je autorkou 34 románů a 14 dramat. Psala romány pro široké publikum, spojuje v nich milostné příběhy s prvky národní historie. Některé z jejích próz byly uvedeny jako divadelní hry, některé i zfilmovány. Jejímu dílu se věnoval překladatel Dušan Karpatský.
výběr
- Evica Gupčeva
- Grička vještica (Gričská čarodějka, sedmidílný cyklus románů)
- Gordana
- Jadranka
- Kći Lotrščaka
- Kraljica Hrvata
- Kneginja iz Petrinjske ulice
- Mala revolucionarka
- Nevina u ludnici
- Plameni inkvizitori
- Roblje
- Vitez slavonske ravni

## Pseudonymy
- M. Jurica Zagorski[5]
- Petrica Kerempuh
- Jurić Vodvařka[5] – podle druhého manžela, kolegy a novináře Slavka Vodvařky
- Iglica